# КНДР на летних Олимпийских играх 2008
КНДР на летние Олимпийские игры 2008 был направлен Олимпийским комитетом КНДР. В заявке КНДР было представлено 63 спортсмена в 11 видах спорта.

## Медалисты
| Медаль  | Спортсмен    | Вид спорта            | Дисциплина              |
| ------- | ------------ | --------------------- | ----------------------- |
| Золото  | Пак Хён Сук  | Тяжёлая атлетика      | Женщины, до 63 кг       |
| Золото  | Хон Ын Джон  | Спортивная гимнастика | Женщины, опорный прыжок |
| Серебро | Ан Гым Э     | Дзюдо                 | Женщины, до 52 кг       |
| Бронза  | Пак Чхольмин | Дзюдо                 | Мужчины, до 66 кг       |
| Бронза  | О Джонъэ     | Тяжёлая атлетика      | Женщины, до 58 кг       |
| Бронза  | Вон Ог Им    | Дзюдо                 | Женщины, до 63 кг       |

## Состав олимпийской команды

### Бокс
| Спортсмен   | В/К      | 1/32               | 1/16                 | Четвертьфинал        | Полуфинал            | Финал                |
| Спортсмен   | В/К      | Соперник Результат | Соперник Результат   | Соперник Результат   | Соперник Результат   | Соперник Результат   |
| ----------- | -------- | ------------------ | -------------------- | -------------------- | -------------------- | -------------------- |
| Ким Сон Гук | до 60 кг | Дауда Соу Пор 3-13 | Закончил выступление | Закончил выступление | Закончил выступление | Закончил выступление |

### Борьба
Мужчины вольная борьба
| Спортсмен   | В/К      | Квалификация       | 1/8                              | Четвертьфинал        | Полуфинал            | Утешительный этап 1  | Утешительный этап 2  | Финал                |
| Спортсмен   | В/К      | Соперник Результат | Соперник Результат               | Соперник Результат   | Соперник Результат   | Соперник Результат   | Соперник Результат   | Соперник Результат   |
| ----------- | -------- | ------------------ | -------------------------------- | -------------------- | -------------------- | -------------------- | -------------------- | -------------------- |
| Ян Гён Иль  | До 55 кг |                    | Намиг Севдимов Пор 1-1, 1-3, 1-2 | Закончил выступление | Закончил выступление | Закончил выступление | Закончил выступление | Закончил выступление |
| Ян Чхон Сон | До 66 кг |                    | Альберт Батыров Пор 3-6          | Закончил выступление | Закончил выступление | Закончил выступление | Закончил выступление | Закончил выступление |

Греко-римская
| Спортсмен   | В/К      | Квалификация       | 1/8                     | Четвертьфинал        | Полуфинал            | Утешительный этап 1  | Утешительный этап 2  | Финал                |
| Спортсмен   | В/К      | Соперник Результат | Соперник Результат      | Соперник Результат   | Соперник Результат   | Соперник Результат   | Соперник Результат   | Соперник Результат   |
| ----------- | -------- | ------------------ | ----------------------- | -------------------- | -------------------- | -------------------- | -------------------- | -------------------- |
| Чха Кван Су | до 55 кг |                    | Ягниер Эрнандес Пор 1-9 | Закончил выступление | Закончил выступление | Закончил выступление | Закончил выступление | Закончил выступление |

### Прыжки в воду
Мужчины
| Спортсмен    | Дисциплина | Предварительные | Предварительные | Полуфинал            | Полуфинал            | Полуфинал            | Полуфинал            | Финал                | Финал                | Финал                | Финал                |
| Спортсмен    | Дисциплина | Очков           | Место           | Очков                | Место                | Всего очков          | Место                | Очков                | Место                | Всего очков          | Место                |
| ------------ | ---------- | --------------- | --------------- | -------------------- | -------------------- | -------------------- | -------------------- | -------------------- | -------------------- | -------------------- | -------------------- |
| Ким Чхон Ман | 10 м вышка | 328,85          | 30              | Закончил выступление | Закончил выступление | Закончил выступление | Закончил выступление | Закончил выступление | Закончил выступление | Закончил выступление | Закончил выступление |

Женщины
| Спортсмен               | Дисциплина             | Предварительные | Предварительные | Полуфинал | Полуфинал | Полуфинал             | Полуфинал             | Финал                 | Финал                 | Финал                 | Финал |
| Спортсмен               | Дисциплина             | Очков           | Место           | Очков     | Место     | Всего очков           | Место                 | Очков                 | Место                 | Всего очков           | Место |
| ----------------------- | ---------------------- | --------------- | --------------- | --------- | --------- | --------------------- | --------------------- | --------------------- | --------------------- | --------------------- | ----- |
| Ким Ун Хян              | 10 м вышка             | 316,20          | 16              | 267,00    | 16        | Закончила выступление | Закончила выступление | Закончила выступление | Закончила выступление | Закончила выступление | 16    |
| Хон Ин Сун              | 10 м вышка             | 291,90          | 18              | 259,40    | 17        | Закончила выступление | Закончила выступление | Закончила выступление | Закончила выступление | Закончила выступление | 17    |
| Чхве Гум Хи Ким Джин Ок | Синхронные с вышки 10м |                 |                 |           |           |                       |                       | 308,10                | 6                     |                       |       |

### Синхронное плавание
| Спортсмен            | Дисциплина | Технический этап | Технический этап | Предварительный этап | Предварительный этап | Предварительный этап | Предварительный этап | Финал | Финал | Финал       | Финал |
| Спортсмен            | Дисциплина | Очков            | Место            | Очков                | Место                | Всего очков          | Место                | Очков | Место | Всего очков | Место |
| -------------------- | ---------- | ---------------- | ---------------- | -------------------- | -------------------- | -------------------- | -------------------- | ----- | ----- | ----------- | ----- |
| Ван Оккён & Ким Ёнми | Пары       |                  |                  |                      |                      |                      |                      |       |       |             |       |

### Гимнастика

#### Спортивная гимнастика
Женщины
| Чха Ёнхва  | Абсолютное | 13,750 | 15,175 |        |        | 28,925 | 87 | 28,925 | 87 |
| Хон Унджон | Абсолютное | 15,650 | 14,100 | 12,825 | 13,850 | 56,425 | 41 | 56,425 | 41 |

### Дзюдо
Мужчины
| Спортсмен    | В/К      | Предварительный                | 1/32                                      | 1/16                          | Четвертьфинал               | Полуфинал                      | Первый утешительный этап | Утешительный четвертьфинал    | Утешительный полуфинал | Финал              |
| Спортсмен    | В/К      | Соперник Результат             | Соперник Результат                        | Соперник Результат            | Соперник Результат          | Соперник Результат             | Соперник Результат       | Соперник Результат            | Соперник Результат     | Соперник Результат |
| ------------ | -------- | ------------------------------ | ----------------------------------------- | ----------------------------- | --------------------------- | ------------------------------ | ------------------------ | ----------------------------- | ---------------------- | ------------------ |
| Ким Кён Чин  | до 60 кг |                                | Эль Норберт Поб 1000/0000 — 1:52          | Ованес Давтян Поб 0022/0000   | Людвиг Пайшер Пор 0000/0020 | Закончил выступление           |                          | Крейг Фэллон Пор 0001/0100    | Закончил выступление   |                    |
| Пак Чхольмин | до 66 кг |                                | Гуванч Нурмухаммедов Поб 1000/0000 — 0:09 | Джованни Казале Поб 0010/0001 | Педро Диас Поб 0002/0000    | Бенжамен Дарбеле Пор 0001/0210 | Закончил выступление     | Бой за бронзу Мирали Шарипов  |                        |                    |
| Ким Чхольсу  | до 73 кг | Рональд Джиронес Поб 0001/1000 | Давид Кевхишвили Поб 0111/0110            | Эльнур Мамедли Пор 0200/0000  |                             |                                |                          | Дирк Ван Тичелт Пор 1011/0000 |                        |                    |

Женщины
| Спортсмен  | В/К      | Предварительный    | 1/32                         | 1/16                               | Четвертьфинал                       | Полуфинал                     | Первый утешительный этап                  | Утешительный четвертьфинал | Утешительный полуфинал | Финал              |
| Спортсмен  | В/К      | Соперник Результат | Соперник Результат           | Соперник Результат                 | Соперник Результат                  | Соперник Результат            | Соперник Результат                        | Соперник Результат         | Соперник Результат     | Соперник Результат |
| ---------- | -------- | ------------------ | ---------------------------- | ---------------------------------- | ----------------------------------- | ----------------------------- | ----------------------------------------- | -------------------------- | ---------------------- | ------------------ |
| Пак Ок Сон | До 48 кг |                    | Ана Ормигу Поб 0100/0000     | Келбет Нургазина Поб 0011/0001     | Янет Бермой Пор 0000/1021 — 4:37    |                               | Матч за бронзу Паула Парето Пор 0001/0100 |                            |                        |                    |
| Ан Кум-э   | До 52 кг |                    | Ягнелис Местре Поб 0201/0000 | Влор Ангела Артахона Поб 0010/0001 | Шолпан Калиева Поб 0200/0000 — 1:35 | Мисато Накамура Поб 0001/0000 |                                           | Сянь Дунмэй Пор 0001/0011  |                        |                    |
| Кхе Сунхи  | До 57 кг | Сабрина Филцмозер  |                              |                                    |                                     |                               |                                           |                            |                        |                    |
| Вон Ок-им  | До 63 кг |                    | Даниэла Круковер             | Катрине Арлове                     |                                     |                               |                                           |                            |                        |                    |

### Лёгкая атлетика
| Спортсмен    | Дисциплина      | Финал     | Финал |
| Спортсмен    | Дисциплина      | Результат | Место |
| ------------ | --------------- | --------- | ----- |
| Ли Кымсон    | Мужской марафон | 2:19:08   | 33    |
| Пак Сончхоль | Мужской марафон | 2:21:16   | 40    |
| Ким Ильнам   | Мужской марафон | 2:21:51   | 42    |
| Ким Гымок    | Женский марафон | 2:30:01   | 12    |
| Чон Ёнъок    | Женский марафон | 2:34:52   | 36    |
| Чон Бонхи    | Женский марафон | 2:37:04   | 48    |

### Футбол

#### Среди женщин
| Команда  | И | В | Н | П | ГЗ | ГП | Разн | Очков |
| -------- | - | - | - | - | -- | -- | ---- | ----- |
| Бразилия | 3 | 2 | 1 | 0 | 5  | 2  | +3   | 7     |
| Германия | 3 | 2 | 1 | 0 | 2  | 0  | +2   | 7     |
| КНДР     | 3 | 1 | 0 | 2 | 2  | 3  | −1   | 3     |
| Нигерия  | 3 | 0 | 0 | 3 | 1  | 5  | −4   | 0     |

| 6 августа 2008 19:45 | \| КНДР \| 1 — 0 Протокол \| Нигерия \| \| Ким Кхёнхва 27′ \| Голы \| \| | Шэньянский Олимпийский центр, Шэньян Зрителей: 24 084 Судья: Шане де Сильва |
| КНДР                 | 1 — 0 Протокол                                                           | Нигерия                                                                     |
| Ким Кхёнхва 27′      | Голы                                                                     |                                                                             |

| 9 августа 2008 19:45                | \| Бразилия \| 2 — 1 Протокол \| КНДР \| \| Даниела Альвес Лима 14′ · Марта 23′ \| Голы \| Ли Кхумсук 90′ \| | Шэньянский Олимпийский центр, Шэньян Зрителей: 19 616 Судья: Ниу Хуидзунь |
| Бразилия                            | 2 — 1 Протокол                                                                                               | КНДР                                                                      |
| Даниела Альвес Лима 14′ · Марта 23′ | Голы | Ли Кхумсук 90′                                                            |

| 12 августа 2008 17:00 | \| КНДР \| 0 — 1 Протокол \| Германия \| \| \| Голы \| Миттаг 86′ \| | Олимпийский центр Тяньцзиня, Тяньцзинь Зрителей: 12 387 Судья: Дианна Феррейра-Джеймс |
| КНДР                  | 0 — 1 Протокол                                                       | Германия                                                                              |
|                       | Голы                                                                 | Миттаг 86′                                                                            |

### Настольный теннис
Men
| Athlete     | Event   | Preliminary round | Round 1           | Round 2           | Round 3           | Round 4           | Quarterfinals     | Semifinals        | Final             |
| Athlete     | Event   | Opposition Result | Opposition Result | Opposition Result | Opposition Result | Opposition Result | Opposition Result | Opposition Result | Opposition Result |
| ----------- | ------- | ----------------- | ----------------- | ----------------- | ----------------- | ----------------- | ----------------- | ----------------- | ----------------- |
| Чан Сонман  | Singles |                   |                   |                   |                   |                   |                   |                   |                   |
| Ким Хёкпон  | Singles |                   |                   |                   |                   |                   |                   |                   |                   |
| Ли Чхольгук | Singles |                   |                   |                   |                   |                   |                   |                   |                   |

Women
| Athlete  | Event   | Preliminary round | Round 1           | Round 2           | Round 3           | Round 4           | Quarterfinals     | Semifinals        | Final             |
| Athlete  | Event   | Opposition Result | Opposition Result | Opposition Result | Opposition Result | Opposition Result | Opposition Result | Opposition Result | Opposition Result |
| -------- | ------- | ----------------- | ----------------- | ----------------- | ----------------- | ----------------- | ----------------- | ----------------- | ----------------- |
| Ким Джон | Singles |                   |                   |                   |                   |                   |                   |                   |                   |
| Ким Миён | Singles |                   |                   |                   |                   |                   |                   |                   |                   |

### Стрельба
КНДР была представлена шестью стрелками, включая Ким Чон Су, который на Играх в Афинах стал бронзовым призёром в стрельбе с 50 метров
В Пекине Ким Чон Су стал обладателем серебряной медали в стрельбе из пистолета с дистанции 50 метров и бронзовой в стрельбе с 10 метров, однако допинг-тест дал положительный результат на propranolol и спортсмен был лишён завоёванных медалей.
Мужчины
| Соревнование    | Спортсмены   | Квалификация | Квалификация | Финал           | Финал           | Всего           | Всего |
| Соревнование    | Спортсмены   | Результат    | Место        | Результат       | Место           | Результат       | Место |
| --------------- | ------------ | ------------ | ------------ | --------------- | --------------- | --------------- | ----- |
| 10 m air pistol | Ким Чон Су   | 584          | 3 Q          | 99.0            |                 | 683.0           | DSQ   |
| 50 m pistol     | Ким Чон Су   | 563          | 2            | 97.2            |                 | 660.2           | DSQ   |
| 10 m air pistol | Квон Тхонхёк | 575          | 26           | Did not advance | Did not advance | Did not advance | 26    |
| 50 m pistol     | Ю Мёнъён     |              |              |                 |                 |                 |       |

Женщины
| Соревнование                       | Спортсмены | Квалификация | Квалификация | Финал                 | Финал                 | Всего           | Всего |
| Соревнование                       | Спортсмены | Результат    | Место        | Результат             | Место                 | Результат       | Место |
| ---------------------------------- | ---------- | ------------ | ------------ | --------------------- | --------------------- | --------------- | ----- |
| пневматический пистолет, 10 метров | Чо Ён Сук  | 382          | 15           | завершила выступление | завершила выступление | 382             | 15    |
| пистолет, 25 метров                | Чо Ён Сук  | 584          | 4 Q          | 199,4                 | 6                     | 783,4           | 6     |
| Skeet                              | Пак Чоннан |              |              |                       |                       |                 |       |
| Trap                               | Пак Ёнхи   | 56           | 18           | Did not advance       | Did not advance       | Did not advance | 18    |

### Стрельба из лука
North Korea will send archers to the Olympics for the fifth time, after not qualifying any for the 2004 Games. Two North Korean women will be seeking the nation’s first Olympic medal in the sport. Kwon Un Sil and Ri Koch Sun earned the country two places in the women’s individual competition by placing 9th and 24th, respectively, at the 2007 World Outdoor Target Championships. North Korea has not yet confirmed its selection of Olympic entrants.
Women
| Athlete     | Event      | Ranking Round | Ranking Round | Round of 64                                                                         | Round of 32                                                                       | Round of 16                                                                        | Quarterfinals                                                                      | Semifinals                                                                                              | Final | Final           |
| Athlete     | Event      | Score         | Seed          | Opposition Score                                                                    | Opposition Score                                                                  | Opposition Score                                                                   | Opposition Score                                                                   | Opposition Score                                                                                        | Opposition Score                                                                                                  | Rank            |
| ----------- | ---------- | ------------- | ------------- | ----------------------------------------------------------------------------------- | --------------------------------------------------------------------------------- | ---------------------------------------------------------------------------------- | ---------------------------------------------------------------------------------- | --- | --- | --------------- |
| Квон Унсиль | Individual | 656           | 5             | Abtin [[Иран на {{{4}}} Олимпийских играх 2008 Summer\|Иран]] (60) W 106-96         | Vardineni [[Индия на {{{4}}} Олимпийских играх 2008 Summer\|Индия]] (37) W 106-99 | Román [[Мексика на {{{4}}} Олимпийских играх 2008 Summer\|Мексика]] (12) W 105-100 | Avitia [[Мексика на {{{4}}} Олимпийских играх 2008 Summer\|Мексика]] (20) W 105-99 | Sung-Hyun [[Республика Корея на {{{4}}} Олимпийских играх 2008 Summer\|Республика Корея]] (1) L 106-109 | Bronze final Ok-Hee [[Республика Корея на {{{4}}} Олимпийских играх 2008 Summer\|Республика Корея]] (2) L 106-109 | 4               |
| Сон Хеён    | Individual | 618           | 45            | Avitia [[Мексика на {{{4}}} Олимпийских играх 2008 Summer\|Мексика]] (20) L 106-107 | Did not advance                                                                   | Did not advance                                                                    | Did not advance                                                                    | Did not advance                                                                                         | Did not advance                                                                                                   | Did not advance |

### Тяжёлая атлетика
Men
| Athlete       | Event  | Snatch | Snatch | Clean & Jerk | Clean & Jerk | Total | Rank |
| Athlete       | Event  | Result | Rank   | Result       | Rank         | Total | Rank |
| ------------- | ------ | ------ | ------ | ------------ | ------------ | ----- | ---- |
| Чха Кхумчхоль | -56 kg | 128    | 5      | 155          | 5            | 283   | 5    |
| Ли Кхёнсок    | -56 kg | 0      | -      | 0            | -            | DNF   | -    |
| Им Ёнсу       | -62 kg | 138    | 3      | 0            | -            | DNF   | -    |
| Ким Чхольджин | -69 kg |        |        |              |              |       |      |

Women
| Athlete    | Event  | Snatch | Snatch | Clean & Jerk | Clean & Jerk | Total | Rank |
| Athlete    | Event  | Result | Rank   | Result       | Rank         | Total | Rank |
| ---------- | ------ | ------ | ------ | ------------ | ------------ | ----- | ---- |
| О Джонъэ   | -58 kg | 95     | 6      | 131          | 2            | 226   |      |
| Пак Хёнсук | -63 kg | 106.0  | 2      | 135          | 1            | 241   |      |
| Ок Хонъён  | -69 kg |        |        |              |              |       |      |